# 百善站
百善站是一个濉阜线上的铁路车站，位于安徽省淮北市濉溪县百善镇，建于1971年，目前为四等站，邮政编码为235151。车站不办理客运业务，办理专用线、专用铁路货运作业，设有通往恒源煤电卧龙湖煤矿、中国石化淮北石油分公司、皖北煤电销售公司和安徽百路物流的专用线。